# Alphonse-Edgar Guillemette
Alphonse-Edgar Guillemette (né le 25 juin 1877 à Princeville, mort le 23 août 1950 à Shawinigan Falls) est un homme politique québécois. Il a été député du district électoral de Saint-Maurice à l'Assemblée législative du Québec de 1924 à 1927.

## Biographie
Il est le fils de Ludger Guillemette, marchand, et d'Anabella Provencher. Il s'établit à Shawinigan en 1899.
Il est élu conseiller municipal lors des premières élections municipales du village de Shawinigan, le 23 mai 1901. Son mandat prend fin le 9 juin 1902 lors de l'élection du conseil municipal de la ville de Shawinigan Falls, qui a remplacé la municipalité de village après moins d'un an. Il épouse Éda Trudel le 19 mai 1906 à Sainte-Geneviève-de-Batiscan. Il est élu conseiller municipal de la ville de Shawinigan Falls lors de l'élection municipale de 1909 et réélu lors des élections municipales de 1911 et de 1913. Il conserve ce poste jusqu'en 1914.
À l'élection partielle du 19 octobre 1920 dans le district électoral de Saint-Maurice, il est le candidat officiel du Parti libéral mais il est défait par le candidat libéral indépendant, le notaire Nestor Ricard. À la suite de la mort du député Ricard, une élection partielle est tenue le 5 novembre 1924 et Guillemette y est élu député de Saint-Maurice à l'Assemblée législative du Québec sous l'étiquette du Parti libéral. Il est de nouveau le candidat officiel du Parti libéral à l'élection générale du 16 mai 1927 et cette fois il est défait par le candidat libéral indépendant J.A. Frigon.